# Pressió hidroestàtica
La pressió hidroestàtica és la pressió que exerceixen els fluids sobre els cossos a conseqüència del seu pes.
Un líquid no es pot comprimir, és a dir, no es pot disminuir l'espai que ocupa.
La pressió dels líquids es caracteritza principalment per: 
1. Un líquid exerceix pressió sobre la base, les parets i els cossos que s'hi troben submergits en l'interior.
2. Com més gran és la densitat d'un líquid, més gran és la pressió que exerceix.
3. La pressió d'un líquid augmenta amb la profunditat.

Aquesta última afirmació estableix que la pressió d'un líquid augmenta tan sols amb la profunditat (juntament amb la densitat) i no pas amb la quantitat, com en el cas dels sòlids.
Per calcular la pressió hidroestàtica que exerceix un líquid utilitzem la fórmula: 
{\displaystyle Ph=Po+gdh}
On {\displaystyle Po} en {\displaystyle [Pa]} (Pascals) és la pressió que no prové del fluid que estem considerant, {\displaystyle g} en {\displaystyle [m/s^{2}]} és la gravetat, {\displaystyle d} en {\displaystyle [kg/m^{3}]} densitat del fluid i {\displaystyle h} en {\displaystyle [m]} és la profunditat.
Tot i que aquesta multiplicació implica diferents magnituds físiques, es quantificarà amb pascals.